# 549
Раннє Середньовіччя. Триває чума Юстиніана. У Східній Римській імперії триває правління Юстиніана I. Візантія веде війну з Остготським королівством за Апеннінський півострів та персами. Франкське королівство, розділене на частини між синами Хлодвіга. Іберію займає Вестготське королівство, у Тисо-Дунайській низовині лежить Королівство гепідів. В Англії розпочався період гептархії.
У Китаї період Північних та Південних династій. На півдні править династія Лян, на півночі — Східна Вей та Західна Вей. В Індії правління імперії Гуптів. В Японії триває період Ямато. У Персії править династія Сассанідів.
На території лісостепової України в VI столітті виділяють пеньківську й празьку археологічні культури. VI століття стало початком швидкого розселення слов'ян. У Північному Причорномор'ї співіснують різні кочові племена, зокрема гуни, сармати, булгари, алани, авари.

## Події
- Остготи на чолі з Тотілою втретє беруть в облогу Рим. Візантійський імператор Юстиніан I відкидає пропозицію мирної угоди.
- У Лазіці візантійські війська здобули перемогу над персами.
- У римському Великому цирку востаннє проведено кінні перегони.
- Королем Вестготського королівства став Агіла I. Теудігізела змовники вбили на бенкеті.

## Народились
- Абу Таліб, дядько Магомета.